# Roberto González-Monjas
Roberto González-Monjas (* 23. Februar 1988 in Valladolid, Spanien) ist ein spanischer Violinist und Dirigent. Er ist seit der Saison 2021/2022 Chefdirigent des Musikkollegiums Winterthur und seit der Saison 2023/24 Chefdirigent des Orquesta Sinfónica de Galicia.

## Leben und Wirken

### Studium und Wirken als Geiger
Roberto González-Monjas studierte bei Igor Ozim an der Universität Mozarteum Salzburg und bei David Takeno an der Londoner Guildhall School of Music and Drama. Prägend waren Kontakte mit unter anderem John Corigliano, Ana Chumachenco, Rainer Schmidt, Reinhard Goebel, Charles Dutoit, Leonidas Kavakos, Christian Tetzlaff, dem Hagen-Quartett, András Schiff und Ferenc Rados.
Von 2013 bis 2021 wirkte González-Monjas als erster Konzertmeister des Musikkollegiums Winterthur und Primarius des Winterthurer Streichquartetts sowie als Konzertmeister des Orchestra dell’Accademia Nazionale di Santa Cecilia in Rom.  Ebenfalls spielte er als Konzertmeister mit dem Philharmonia Orchestra London, dem Rundfunk-Sinfonieorchester Berlin, Les Musiciens du Louvre Grenoble, der Manchester Camerata, der Bayerischen Kammerphilharmonie und der Camerata Salzburg.
Er spielt eine Violine des Geigenbauers Giuseppe Giovanni Guarneri (gebaut ca. 1710), die ihm von der Rychenberg-Stiftung zur Verfügung gestellt wird.

### Wirken als Dirigent
2021 wurde González-Monjas Chefdirigent des Musikkollegiums Winterthur. Zudem ist er seit 2022 Erster Gastdirigent des Belgischen Nationalorchesters und seit der Saison 2023 Chefdirigent des Orquesta Sinfónica de Galicia. Zusätzlich war er bis 2023 künstlerischer Berater der Dalasinfoniettan in Schweden.
Er leitete bekannte Orchester wie das Verbier Festival Chamber Orchestra, das Orchestre de l’Opera de Bordeaux Aquitaine, die New World Symhpony, das Orquesta Sinfónica de Castilla y León, bei dem er Artist in Residence ist, das Orquesta Filarmónica de Medellín sowie die Berliner Barocksolisten und spielte auch als Solist mit ihnen. Er ist designierter Chefdirigent des Salzburger Mozarteumorchesters ab Saison 2024/2025.

### Lehrtätigkeit
González-Monjas unterrichtet seit 2013 als Professor für Violine an der Londoner Guildhall School of Music and Drama sowie als Joint Artistic Director der Medellín Philharmonic Academy in Kolumbien und arbeitet mit Ausbildungsinstitutionen wie der New World Symphony in Miami und dem Verbier Festival Junior Orchestra zusammen.

## Aufnahmen
Einspielungen erschienen von Mozarts Haffner-Serenade und Serenaden von Othmar Schoeck mit dem Musikkollegium Winterthur bei Claves Records und von Bachs Brandenburgischen Konzerten mit den Berliner Barock Solisten unter Reinhard Goebel bei Sony Classical.